# Evelyn Greeley
Pour les articles homonymes, voir Greeley.
Evelyn Greeley, née Evelyn Huber, le 19 novembre 1888 en Autriche, morte le 25 mars 1975 à West Palm Beach aux États-Unis, est  une actrice américaine du cinéma muet. Elle apparaît dans trente films, entre les années 1914 et 1922.

## Filmographie
La filmographie d'Evelyn Greeley, comprend les films suivants : 
- 1922 : Bulldog Drummond (en)
- 1922 : A Pasteboard Crown
- 1921 : Diane of Star Hollow
- 1921 : His Greatest Sacrifice
- 1919 : Me and Captain Kidd
- 1919 : The Oakdale Affair
- 1919 : Bringing Up Betty
- 1919 : Phil-for-Short
- 1919 : Three Green Eyes
- 1919 : Hit or Miss
- 1919 : Courage for Two
- 1919 : Love in a Hurry
- 1918 : Hitting the Trail
- 1918 : The Road to France
- 1918 : By Hook or Crook
- 1918 : The Beloved Blackmailer
- 1918 : The Golden Wall
- 1918 : Leap to Fame
- 1918 : His Royal Highness
- 1918 : The Beautiful Mrs. Reynolds
- 1917 : The Good for Nothing
- 1917 : The Burglar
- 1917 : The Brand of Satan
- 1917 : The Price of Pride
- 1917 : The Social Leper
- 1916 : Just a Song at Twilight
- 1916 : Tempest and Sunshine
- 1915 : A Daughter of the Sea
- 1915 : The Second in Command (en)
- 1914 : The Fable of One Samaritan Who Got Paralysis of the Helping Hand

## Galerie

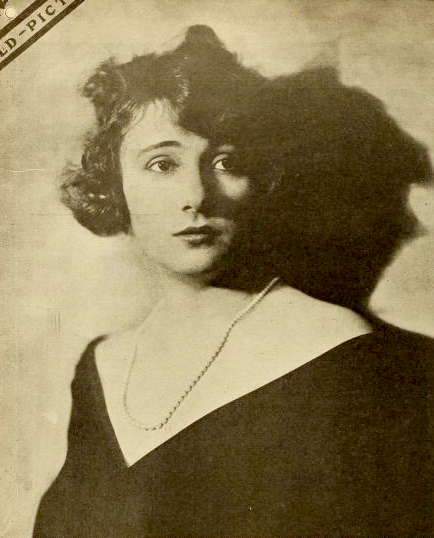
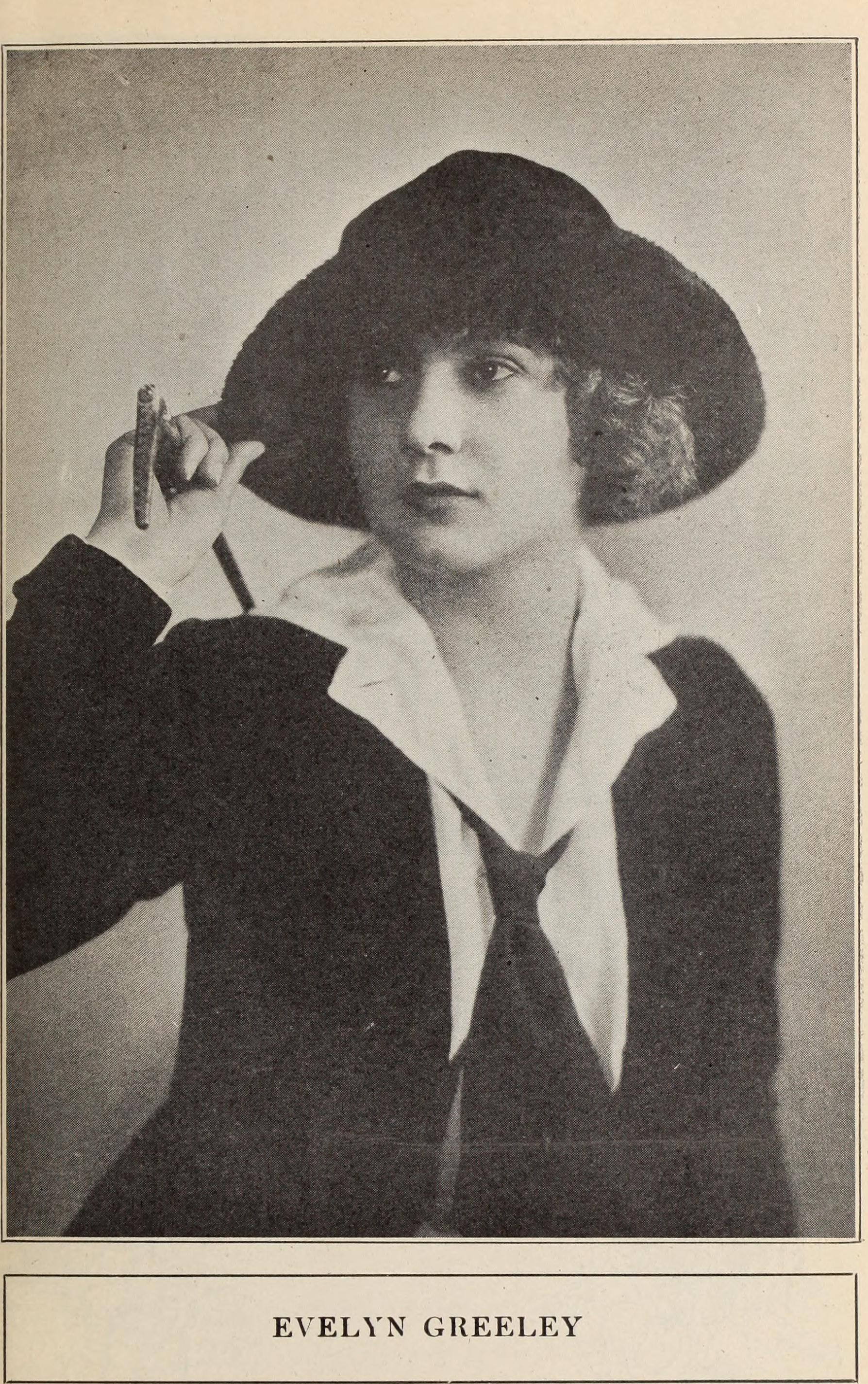
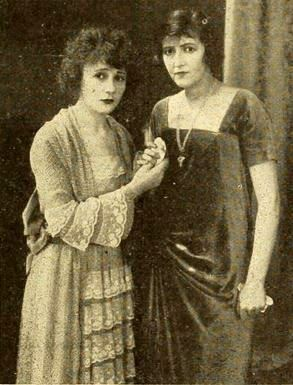
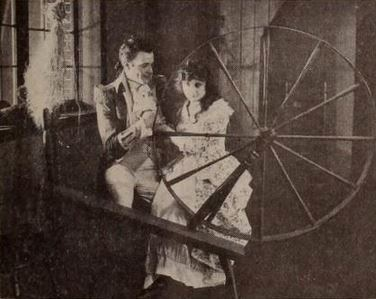
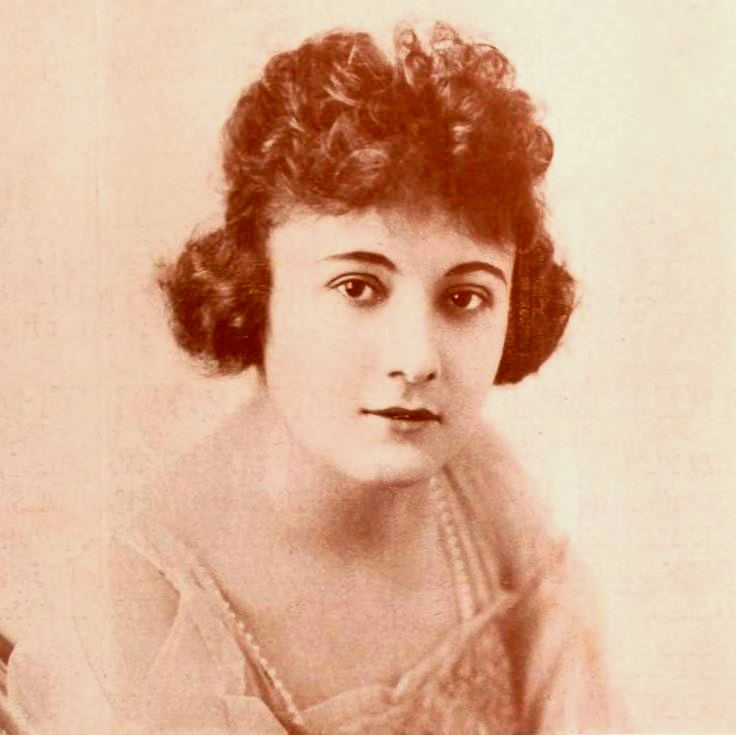

## Source de la traduction
- (en) Cet article est partiellement ou en totalité issu de l’article de Wikipédia en anglais intitulé « Evelyn Greeley » (voir la liste des auteurs).